# Лоїк Перрен
Лоїк Перрен (фр. Loïc Perrin, нар. 7 серпня 1985, Сент-Етьєн) — французький футболіст, центральний захисник клубу «Сент-Етьєн».
Виступав також за молодіжну збірну Франції.

## Клубна кар'єра
У дорослому футболі дебютував 2003 року виступами за команду клубу «Сент-Етьєн» з рідного міста, кольори якої захищає й донині. 
Розпочав кар'єру як опорний півзахисник. У 2007 році був переведений на позицію правого захисника та водночас став капітаном команди після того, як клуб залишив Жульєн Сабле. З 2012 року виступає на позиції центрального захисника, на яку Перрена перевів Крістоф Галтьє.
Разом з клубом виграв Кубок ліги 2012—2013.

## Виступи за збірну
Протягом 2004–2005 років провів 4 гри за молодіжну збірну Франції U-21
У 2014 та 2015 роках викликався до національної збірної Франції, однак на поле не виходив.

## Титули і досягнення
- Володар Кубка французької ліги (1):

«Сент-Етьєн»: 2012-13